# Heliotrygon gomesi
La raya sol de Gomes (Heliotrygon gomesi) es una especie de pez de la familia de los potamotrigónidos. Es la especie tipo del género Heliotrygon.

## Descripción y distribución
Esta raya tiene un disco que alcanza los 58 cm de diámetro. Su color es uniformemente gris claro amarronado en el dorso, y no tiene dibujos ni manchas. Se distingue del otro miembro de su género H. rosai por una cola más angosta en su base, un hocico preorbital ligeramente más largo y una longitud interna pélvica proporcionalmente más pequeña. Muestra cartílagos angulares.
Se distribuye por los ríos de la región occidental de la cuenca del Amazonas. Pasa el día en los canales profundos de los ríos amazónicos, y de noche se traslada cerca de la orilla para alimentarse.
Ambas especies del género Heliotrygon pueden picar, pero las heridas que causan son muy leves y de baja toxicidad, por lo que se los considera virtualmente inofensivas.

## Taxonomía
H. gomesi fue descubierto por primera vez en Río Jamari Brasil, y descrito por Marcelo Rodriguez de Carvalho y Nathan R. Lovejoy en 2011. El nombre del género Heliotrygon, se deriva de la palabra griega Helios que significa sol, y se refiere al cuerpo circular del rayo que irradia hacia afuera. Esta especie se llama gomesi en honor de Ulises L. Gomez y su investigación pionera sobre Elasmobranchii.
Es miembro de la familia Potamotrygonidae. Los potamotrígonos son únicos entre las familias de rayas vivientes en que se han diversificado en el ambiente de agua dulce de Sudamérica.